# Торсхавн (коммуна)
Коммуна Торсхавн (фар. Tórshavnar kommuna, дат. Tórshavn Kommune) — крупнейшая из 30 коммун Фарерского архипелага, автономии Дании, с административным центром в Торсхавне. Коммуна занимает южную половину острова Стреймой и прилегающие малые острова. Общая площадь равна 172,8 км². На 1 января 2022 года население составляет 22 754 человека.

## История
Коммуна была основана в 1866 году.

## География
Коммуна занимает южную часть острова Стреймой, а также близлежащие острова: Кольтур, Хестур, Нёльсой. Она является самой большой по площади среди всех коммун Фарерского архипелага — 172,8 км².

## Население
| Год       | 1995   | 2005   | 2015   | 2022   |
| Население | 16 500 | 19 330 | 20 198 | 22 754 |

Плотность населения составляет 131,7 чел./км².
Половой состав
От общего числа населения доля женщин составляет 49,2 %, или 11 186 человек. Доля мужчин составляет 50,8 %, или 11 568 человек.
Возрастной состав
- 0—9 лет — 3151 чел.
- 10—19 лет — 3209 чел.
- 20—29 лет — 2578 чел.
- 30—39 лет — 2909 чел.
- 40—49 лет — 2845 чел.
- 50—59 лет — 3039 чел.
- 60—69 лет — 2367 чел.
- 70—79 лет — 1720 чел.
- 80—89 лет — 756 чел.
- Старше 90 лет — 180 чел.

## Транспорт
Главным связующим звеном между городами и деревнями коммуны являются автобусные маршруты.